# Semanario Pintoresco Español
El Semanario Pintoresco Español va ser una revista espanyola publicada els diumenges a Madrid entre 1836 i 1857.
Fundada per Ramón Mesonero Romanos, el primer número de la revista es remunta al 3 d'abril de 1836.
En la publicació és comuna la inclusió de «llegendes i tradicions espanyoles, contes, novel·les i biografies novel·lades», amb un contingut eclèctic, comptant amb importància la temàtica costumbrista. Ha estat descrita com la revista que, a Espanya, «va consolidar el model de publicació familiar, de divulgació i d'entreteniment». Ángel Fernández de los Ríos fou l'últim dels seus directors i comptà amb la col·laboració d'autors com el mateix Ramón Mesonero Romanos, Teodoro Guerrero y Pallarés o Juan de Ariza. Segons Trancón Lagunas hauria format junt a El Museo Universal i El Museo de las Familias «la trilogia de revistes espanyoles més importants del segle fins a la revolució del 68».
Hi col·laboraren il·lustradors i gravadors com Vicente Urrabieta, Bernardo Rico, Vicente Castelló, Antonio Bravo, Calixto Ortega, Carlos Múgica y Pérez, Fernando Miranda, Manuel Lázaro Burgos, Ildefonso Cibera, Cruz, Félix Batanero, Eusebio Zarza, José Méndez, Murcia Coderch, José María Avrial y Flores o Jesús Avrial y Flores, entre d'altres.

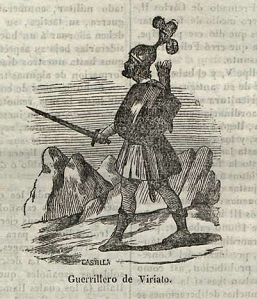
Guerriller de Viriato, gravat publicat en 1842.
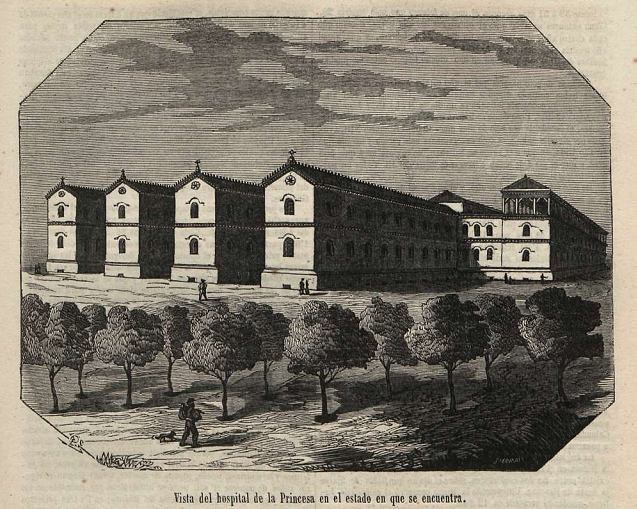
Vista de l'hospital de la Princesa, gravat publicat en 1855.